# Стемпень, Кароль Герман
Ка́роль Ге́рман Сте́мпень (пол. Karol Herman Stępień OFMConv, 21 октября 1910, Лодзь, Петроковская губерния — 19 июля 1943, Боровиковщина, Барановичская область) — блаженный Римско-католической церкви, священник, монах из монашеского ордена конвентуальных францисканцев. Входит в число 108 блаженных польских мучеников, беатифицированных римским папой Иоанном Павлом II во время его посещения Варшавы 13 июня 1999 года.

## Биография
В 1929 году вступил в монашеский орден францисканцев конвентуальных. Обучался в Риме на папском факультете святого Бонавентуры. В 1937 году был рукоположён в сан священника, после чего продолжил теологическое обучение в Университете им. Яна Казимира во Львове, по окончании которого получил научную степень магистра теологии. После получения образования служил викарием в приходах, которыми руководили францисканцы.
17 июля 1943 года был арестован Гестапо вместе с настоятелем Иосифом Ахиллесом Пухалой, расстрелян и сожжён 19 июля 1943 года.

## Прославление
13 июня 1999 года был беатифицирован римским папой Иоанном Павлом II вместе с другими польскими мучениками Второй мировой войны.
День памяти — 12 июня.

## Источник
- Oprac. Ewa Tarnasiewicz-Klimowska, ZE WZGÓRZA…, Nr 129, czerwiec 2005, Błogosławieni męczennicy franciszkańscy ISSN 1505-974X